# Baliza (Goiás)
Baliza es un municipio brasileño del interior del estado de Goiás, Región Centro-Oeste del país. Su población estimada en el más reciente IBGE muestra que hay 3.715 habitantes, su área es de 1.783 km cuadrados. Está en conurbación con el municipio de Torixoréu, de Mato Grosso.